# Eumenes coyotae
Eumenes coyotae är en stekelart som beskrevs av Richard Mitchell Bohart 1948. Eumenes coyotae ingår i släktet krukmakargetingar, och familjen Eumenidae. Inga underarter finns listade i Catalogue of Life.